# 퀘벡 회담 (1943년)

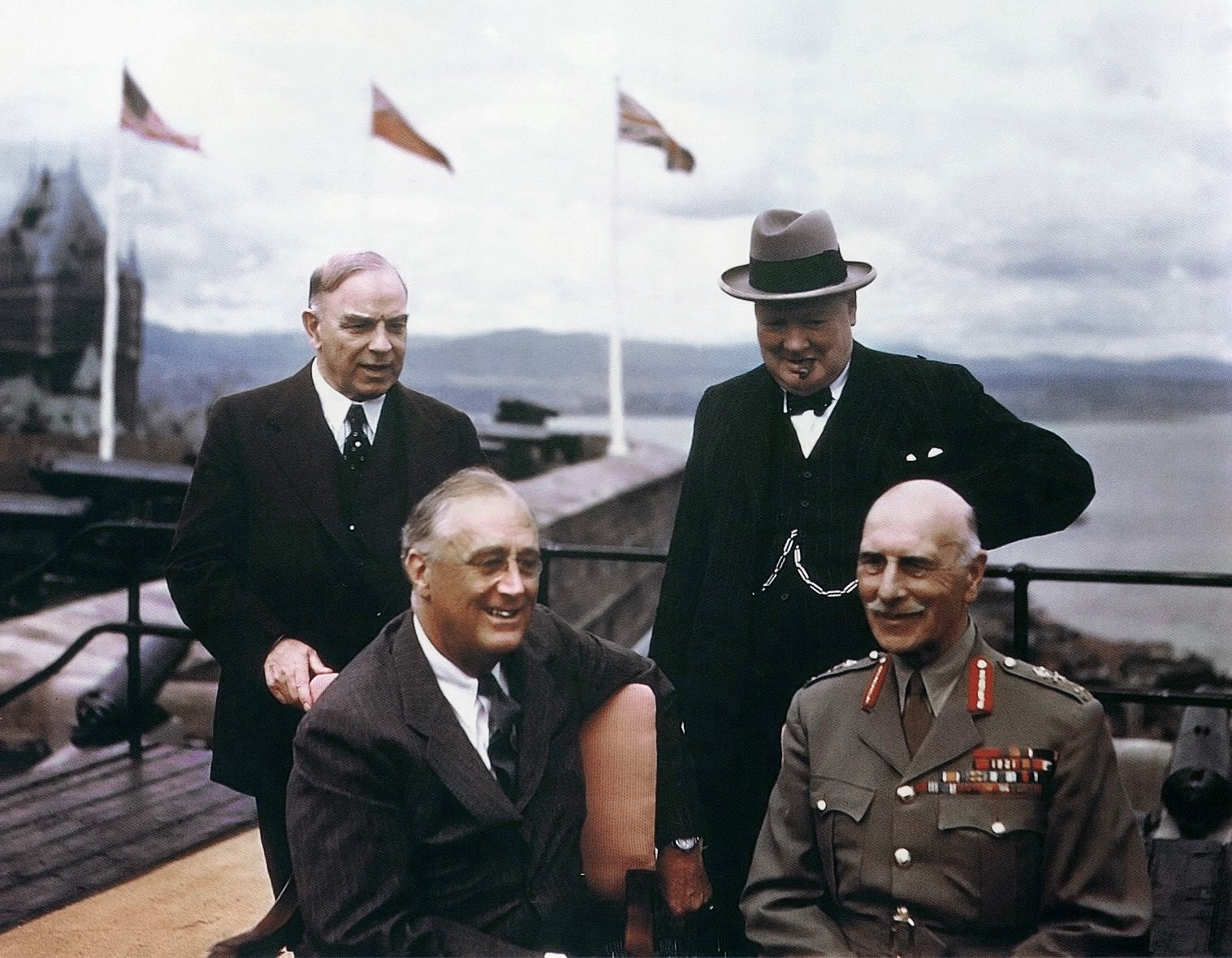
퀘벡 회담에 모인 수뇌들 (좌로부터 킹 캐나다 총리, 루스벨트 미국 대통령, 처칠 영국 총리, 애슬론 백작)

제1차 퀘벡 회담(First Quebec Conferece)은 제2차 세계 대전 동안에 미국, 영국, 캐나다 사이에 열린 고도의 비밀적 군사 회담이다. 윌리엄 라이언 매켄지 킹 캐나다 총리의 주최로 1943년 8월 17일부터 24일까지 퀘벡에서 열렸으며 프랭클린 D. 루스벨트 미국 대통령과 윈스턴 처칠 영국 총리가 참석하였다.
연합국은 프랑스 점령의 계획을 위하여 논의를 시작하는 데 동의하여 연합 참모 본부에 의한 비밀적 보고에서 오버로드 작전을 비난하였다. 또한 독일에 폭격 공세를 늘이고 프랑스 점령에 대비하여 영국에 미군 기지를 지속적으로 세우는 논의가 있었다. 지중해에서는 이탈리아를 추축국으로부터 제거하고 코르시카와 함께 점령하는 데 더 많은 군사를 집중시키도록 결의하였다.
미국, 영국, 캐나다의 핵무기 개발에 의한 노력들의 협력을 향상시키는 것에 관한 논의들이 나왔다. 그것은 발칸반도에 있는 작전들이 일본에 대항하는 작전들에 반하여 유격전을 보급하는 데 감소시키는 것이 일본의 수단들을 지치게 하고, 통신선들을 끊어 공격당할 수 있는 일본 본토로부터 전진 기지들을 지키는 명령에서 강화시킬 것이란 결정을 지었다.
소련과 중국의 장제스에게 전달된 전략 논의들에 추가로 회담은 팔레스타인에 합동 선언을 내려 영국군의 점령이 점점 지켜지지 못하게 되면서 긴박을 가라앉히도록 의도하였다. 회담은 또한 폴란드에서 독일의 잔학을 비난하기도 하였다.
처칠과 루스벨트는 핵기술을 나누는 데 비밀적으로 퀘벡 동의서에 서명하였다.

## 같이 보기
- 제2차 퀘벡 회담
- 맨해튼 계획